# Nationalsocialistiska japanska arbetar- och välfärdspartiet

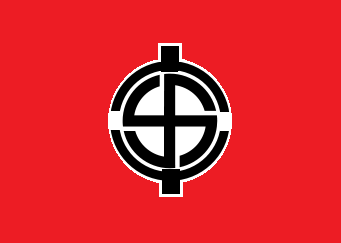

Nationalsocialistiska japanska arbetar- och välfärdspartiet är ett japanskt parti med nazism som ideologi grundat 1982. Partiet hyllar det Japanska imperiet och dess allians med Tredje riket. Det spelar en obetydlig roll i Japansk politik.
Partiet har kontakter med andra grupper runt om i världen. I Sverige har NSJAP haft kontakt med Nordiska rikspartiet och blivit publicerade i NRP:s tidningar.